# 표재순
표재순(表在淳, 1937년 12월 30일 ~ )은 대한민국의 연출가이다.

## 학력
- 배재중학교
- 배재고등학교
- 연세대학교 사학과 학사 (1956~1960)
- 연세대학교 행정대학원 행정학 석사 (1983~1993)
- 배재대학교 경영학 명예박사

## 경력
| - 1967           | 한국연극협회 이사                         |
| - 1967.4~1969.4  | 동양방송 TV제작국 드라마 프로듀서         |
| - 1969.6         | MBC TV제작국 프로듀서                     |
| - 1983.3~1986.3  | MBC TV제작국 제작위원                     |
|                  | MBC TV제작국 부국장                       |
|                  | MBC TV제작국 국장                         |
| - 1986.3         | MBC TV제작이사                            |
| - 1988.6~1989.2  | MBC 사업이사                              |
| - 1989.4~1990.4  | 서울올림픽 개회식 총연출                  |
|                  | 한국방송개발원 이사                       |
| - 1990.2~1990.11 | 서울텔레콤 대표이사                       |
| - 1990.12~1994.8 | SBS 전무이사                              |
| - 1994.8~1998.3  | SBS 프로덕션 대표이사 사장                |
| - 1998           | 서울예술대학 방송연예과 겸임교수          |
| - 1999.7~2002.6  | 제1대 세종문화회관 이사장                 |
| - 1999.9~2006.8  | 연세대학교 사회과학대학 신문방송학과 교수 |
| - 2006.5         | 연세대학교 영상대학원 교수                |
|                  | 경기도 문화의전당 사장                    |
| - 2007.12~       | JS씨어터 대표이사                         |
| - 2009.2~2012    | 예술경영지원센터 이사장                   |
| - 2011~          | 배재대학교 한류문화산업대학원 석좌교수    |
|                  | 행정안전부 축제자문위원장                 |
|                  | 문화나눔네트워크 시루 대표                |
| - 2012.9         | 복지TV 자문위원장                         |
| - 2015.12        | 경주세계문화엑스포 예술총감독             |
|                  | 제2기 문화융성위원회 위원장               |

## 생애
1937년 서울에서 태어나서 자랐으며, 배재고교(培材高校)를 거쳐 연세대학교 사학과를 졸업했다. 그 후 TBC TV와 MBC TV에서 프로듀서로 활약하던 중 1963년 극단 ‘산하’(山河)의 창단동인으로 직업 연출생활을 시작했다. 1994년부터 1998년까지 SBS 프로덕션 사장을 역임했다.

## 작품 활동
|  | 아래 목록은 MBC 텔레비전 드라마 편람에 의함. |

### 텔레비전 드라마
- 1967년 TBC 극장
  - 〈두 자매〉
  - 〈왕손〉
  - 〈처음과 끝〉
  - 〈백치 아다다〉
  - 〈어둡고 아늑한 곳〉
  - 〈취산댁이〉
  - 〈석도〉
  - 〈따라지〉
  - 〈언제 어디선가〉
- 1968년 TBC 극장
  - 〈추산당과 곁사람들〉
  - 〈정적일순〉
  - 〈고문관〉
  - 〈박제된 인간〉
  - 〈고래〉
  - 〈파도〉
- 1968년 TBC 《부인은 부재중》 (임창수와 공동 연출)
- 1968년 TBC 극장
  - 〈보석과 청부〉
  - 〈불꽃〉
  - 〈땅 위에 서라〉
  - 〈GREY 구락부 전말기〉
  - 〈매화틀〉
- 1968년 TBC 《개성댁》
- 1968년 TBC 극장
  - 〈사랑이 흘려간 곳〉
  - 〈종장〉
  - 〈정든 땅 언덕 위에〉
- 1968년 TBC 《부각하》 (이윤희와 공동 연출)
- 1968년 TBC 《헬렌공》
- 1969년 TBC 《춘하추동》
- 1969년 MBC 《태양의 연인들》
- 1969년 MBC 《아빠의 얼굴》[4]
- 1969년 MBC 《태평천하》
- 1970년 MBC 《강변 살자》
- 1970년 MBC 《피양서 왔수다》
- 1970년 MBC 《보라빛 욕망》 (이효영과 공동 연출)
- 1970년 MBC 《어명》
- 1970년 MBC 《을밀대》 (허규와 공동 연출)
- 1970년 MBC 《이풍진 세상》 (방송 불송출)[5]
- 1970년 MBC 《박마리아》 (이기하, 유길촌과 공동 연출)
- 1970년 MBC 《두 녀석》
- 1971년 MBC 《돌개바람》
- 1971년 MBC 《일년 열두달》
- 1972년 MBC 《대원군》
- 1972년 MBC 《임꺽정》
- 1973년 MBC 《민비》
- 1974년 MBC 《강남가족》
- 1974년 MBC 《선네》 (뮤지컬 드라마)
- 1974년 MBC 《손님》
- 1974년 MBC 《갈대》
- 1975년 MBC 《밀물》
- 1975년 MBC 《집념》
- 1976년 MBC 《예성강》
- 1976년 MBC 《사미인곡》
- 1977년 MBC 《타국》
- 1977년 MBC 《꽃사슴》
- 1977년 MBC 《옥녀》
- 1978년 MBC 《꺼비딴리》
- 1978년 MBC 《정부인》
- 1978년 MBC 《뜨거운 손》
- 1978년 MBC 《연지》
- 1979년 MBC 《소망》
- 1979년 MBC 《최후의 증인》
- 1979년 MBC 《안국동 아씨》
- 1980년 MBC 《석유》
- 1980년 MBC 《고운님 여의옵고》
- 1980년 MBC 《간양록》
- 1980년 MBC 《고독한 영웅》
- 1981년 MBC 《옛날 옛적에》
- 1981년 MBC 《교동 마님》
- 1981년 MBC 《새아씨》
- 1981년 MBC 《이심의 비련기》 (정문수와 공동 연출)
- 1982년 MBC 《서궁마마》

### 연극
- 1958년 《브루크린의 전설》 ... 무대 연출[6]
- 1960년 《주노와 공작》[7]
- 1965년 《천사여 고향을 돌아보라》
- 1966년 《열대어》
- 1966년 《베케트》
- 1966년 《산불》
- 1967년 《소매치기》[8]
- 1967년 《템페스트》[9]
- 1967년 《적과 흑》
- 1968년 《박제된 인간》[10]
- 1968년 《슬로안씨를 즐겁게 하자》[11]
- 1968년 《장미의 성》
- 1969년 《고독한 영웅》
- 1970년 《왕교수의 직업》[12]
- 1971년 《햄릿》
- 1971년 《페드라》
- 1971년 《시집 가는 날》[13]
- 1972년 《키부츠의 처녀》[14]
- 1973년 《노비문서》
- 1973년 《카투사》[15]
- 1973년 《약산의 진달래》[16]
- 1975년 《셋이서 왈츠를》[17]
- 1976년 《중매인》[18]
- 1976년 《맥베트》[19]
- 1976년 《옛날옛적에 훠어이 훠이》

### 뮤지컬
- 1976년 《카르멘》[20]

### 오페라
- 1972년 《춘희》[21]
- 1974년 《루치아》[22]
- 1976년 《대춘향전》[23]

## 수상
- 1966년 제2회 한국연극영화예술상 연극부문 신인 연출상
- 1967년 제3회 한국연극영화예술상 연극부문 연출상
- 1977년 제13회 한국연극영화예술상 연극부문 연출상 (《옛날 옛적에 훠어이 훠이》)
- 1981년 제17회 한국연극영화예술상 연극부문 대상, 연출상 (《햄릿》,《페드라》)
- 1986년 대한민국 문화예술상 언론출판부문
- 1989년 체육훈장 맹호장
- 1995년 위암 장지연상 방송부문
- 1996년 국민훈장 동백장
- 2000년 대통령 표창
- 2000년 제 27회 한국방송대상 공로상[24]
- 2003년 제52회 서울사랑 시민상 문화부문
- 2007년 보관 문화훈장
- 2014년 은관 문화훈장